# Pato laqueado a la pekinesa
El pato laqueado a la pekinesa, o pato pekinés (en chino simplificado, 北京烤鸭; en chino tradicional, 北京烤鴨; pinyin, Běijīng kǎo yā) es uno de los platos más  conocidos internacionalmente de la cocina china y también uno de los más populares en los restaurantes chinos de los países occidentales. Es originario de la capital de China, Pekín, si bien es un plato típico de la cocina de todo el noreste del país.
El pato que se utiliza es un pato especialmente cebado que alcanza un peso promedio de 3,2 kg de peso vivo a las 11 semanas, siendo esta su edad de comercialización.

## Historia
El pato se ha asado en China desde las dinastías del sur y del norte. Una variación de pato asado fue preparada para el emperador de China en la dinastía Yuan. El plato, originalmente llamado Shaoyazi (燒鴨子), fue mencionado en el Manual de recetas completas para platos y bebidas (飲膳正要) en 1330 por OJ Li (李翰廷), un inspector de la cocina imperial. El pato asado o laqueado a la pekinesa, que vino a ser asociado con el término, fue desarrollado totalmente durante la posterior dinastía Ming y, para entonces, el pato de Pekín era uno de los platos principales en los menús imperiales de la corte. El primer restaurante especializado en pato de Pekín, Bianyifang, se estableció en Xianyukou, en la zona de Qianmen, en Pekín en 1416.

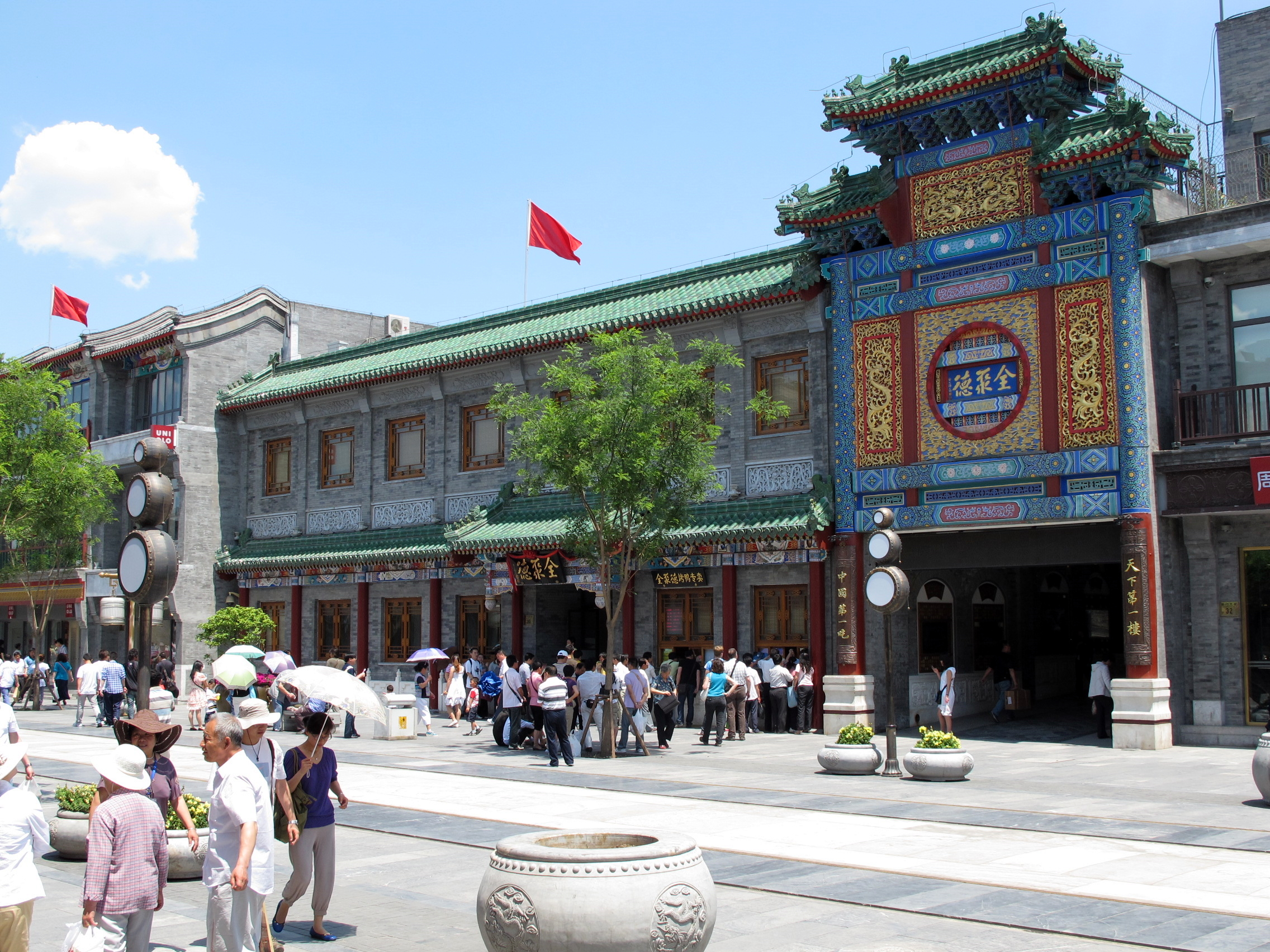
El centenario restaurante Quanjude, uno de los más célebres en el pato laqueado, en Pekín.

Por el período de Qianlong (1736-1796) de la dinastía Qing, la popularidad del pato de Pekín se separó a las clases altas, poesía inspiradora de poetas y de eruditos que gozaron del plato. Por ejemplo, uno de los versos de Duan Zhu Zhi Ci, una colección de poemas de Pekín, fue: «Llena tus platos con pato asado y cochinillo». En 1864 se fundó el restaurante Quanjude (全聚德) en Pekín. Yang Quanren (楊全仁), fundador de Quanjude, desarrolló el horno colgado típico para asar los patos. Con sus innovaciones y una gestión eficiente, el restaurante se hizo muy conocido en China, presentando el pato a la pekinesa al resto del mundo.
A mediados del siglo XX, el pato de Pekín se había convertido en un símbolo nacional de China, favorecido tanto por turistas como por diplomáticos. Por ejemplo, Henry Kissinger, Secretario de Estado de los Estados Unidos, se reunió con el primer ministro Zhou Enlai en el Gran Salón del Pueblo el 10 de julio de 1971, durante su primera visita (secreta) a China. Después de una ronda de conversaciones poco concluyentes en la mañana, la delegación degustó el pato laqueado a la pekinesa para el almuerzo, que se convirtió en el favorito de Kissinger. Los estadounidenses y los chinos emitieron una declaración conjunta al día siguiente, invitando al presidente Richard Nixon a visitar China en 1972. Tras la muerte de Zhou en 1976, Kissinger hizo otra visita a Pekín para saborear el pato de Pekín. El pato laqueado a la pekinesa, en el Quanjude en particular, también ha sido un plato favorito para varios líderes políticos que van desde el revolucionario cubano Fidel Castro hasta el excanciller alemán Helmut Kohl.
Dos restaurantes notables en Beijing que sirven este plato son Quanjude y Bianyifang, ambos establecimientos tienen siglos de antigüedad y se han convertido en nombres familiares, cada uno con su propio estilo: Quanjude es conocido por usar el método de horneado con el pato colgado, mientras que Bianyifang utiliza la más antigua técnica de asado con horno cerrado.

## Preparación

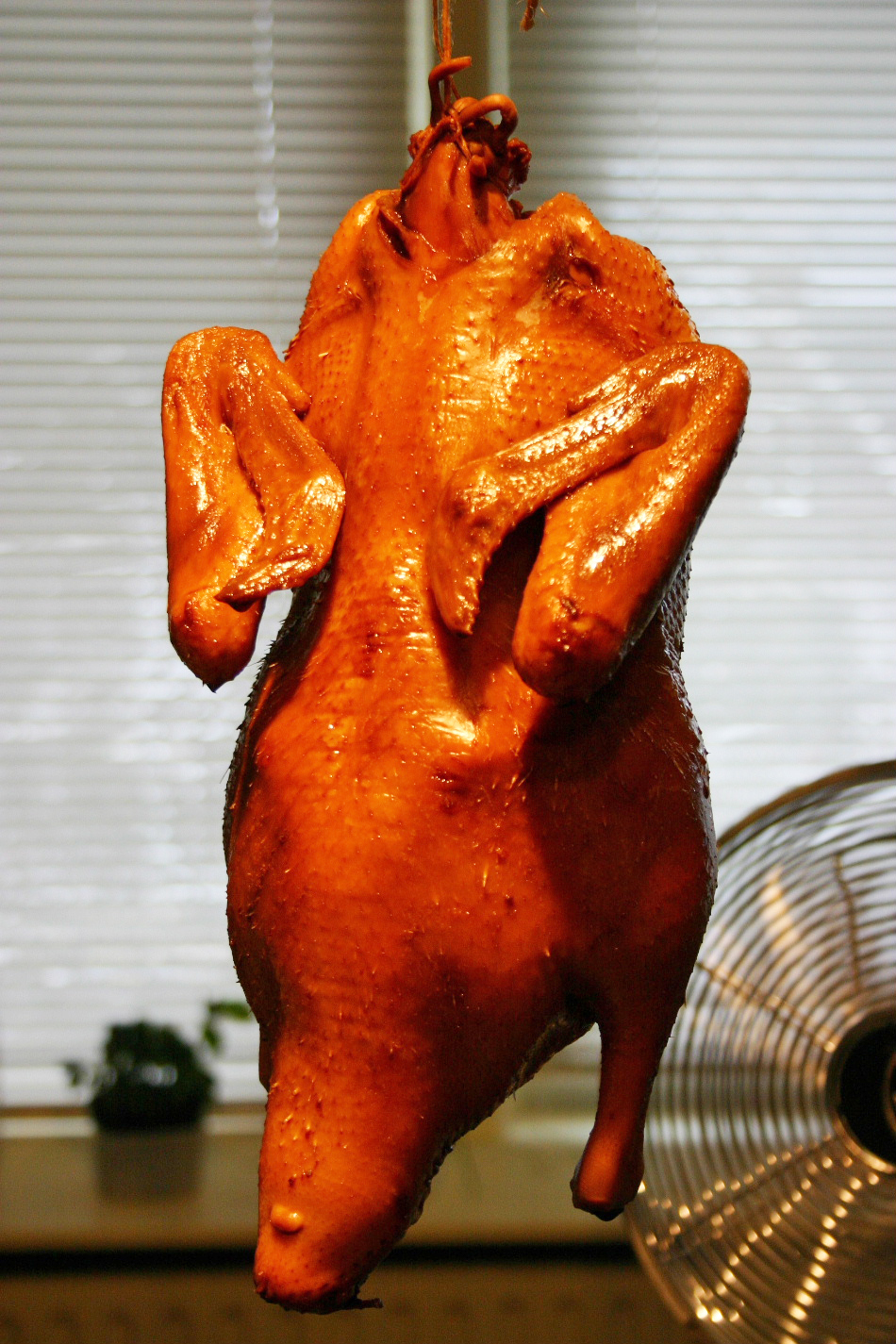
Pato después de salir del horno.

Se toma un pato vaciado en su interior (es decir, sin las vísceras) al que previamente se le han tapado todas las aberturas y se infla hasta que se asemeja a un globo, de esta forma se separa la carne de la piel y se fríe. Tras esta operación se recubre la parte exterior de melaza, de esta forma adquiere el color oscuro característico del plato. La carne es asada durante un largo periodo de tiempo (puede llegar a una hora) en un horno con el pato colgado de un pincho donde la grasa se va fundiendo lentamente y dando a la parte exterior un aspecto crujiente.

## Presentación

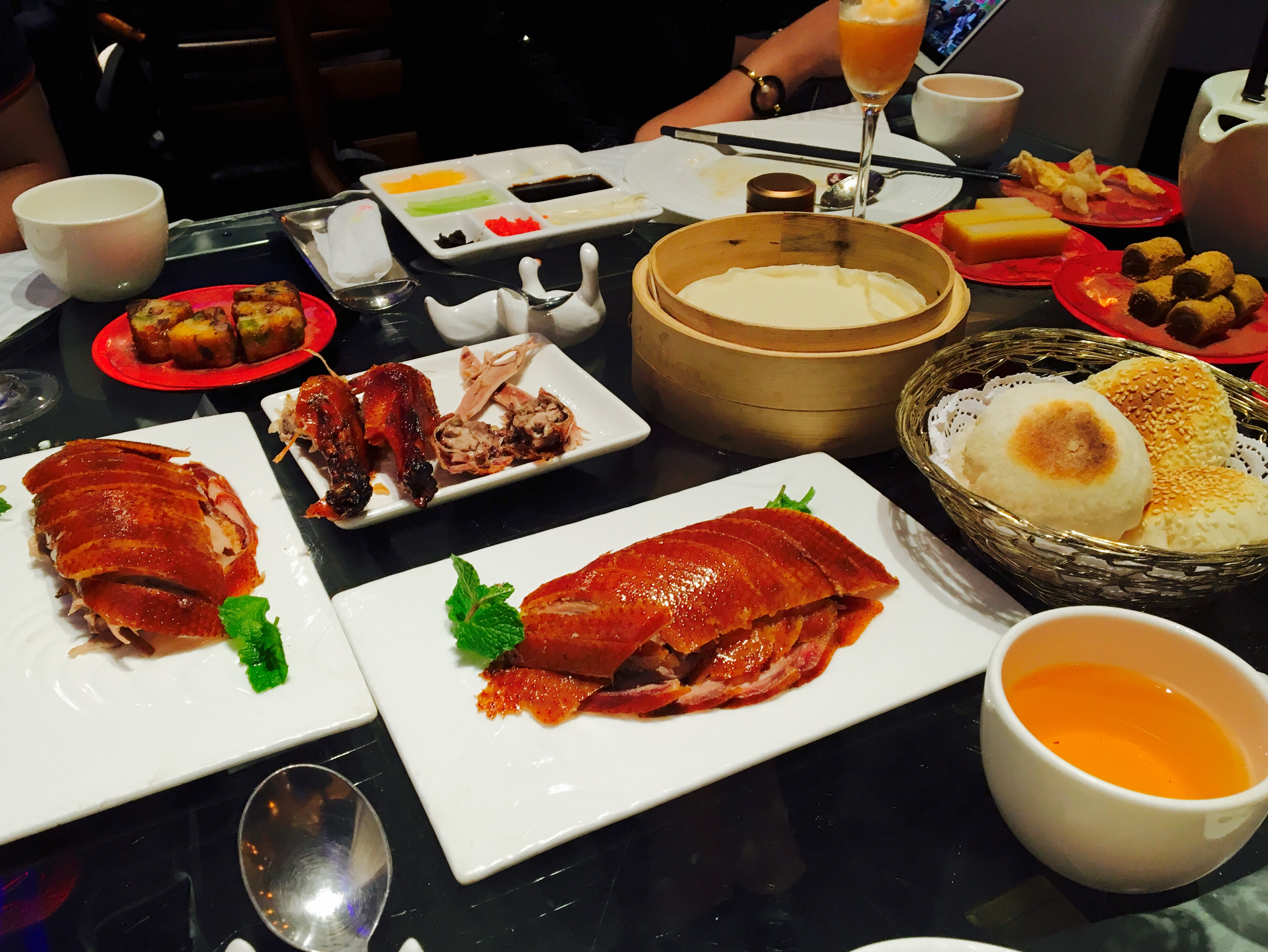
Presentación completa y típica del pato laqueado a la pekinesa.

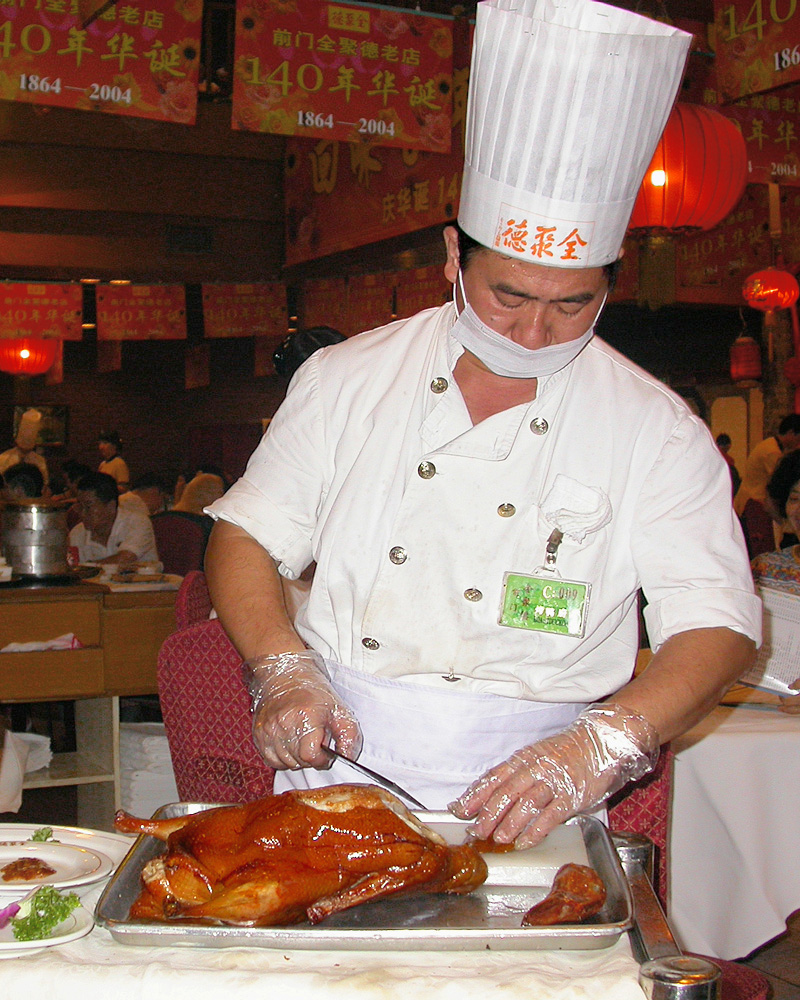
Cocinero trinchando un pato en finas rodajas para servirlo.

Suele servirse el pato frecuentemente en dos platos separados: uno primero con solamente la piel crujiente (el principio del corte), considerado un manjar, y otro con las rebanadas de carne cortadas incluyendo parte de la piel. El cocinero prepara las rebanadas justo antes de servir el plato. El pato se come tomando las rebanadas de la carne del pato que se bañan posteriormente en una salsa de judía dulce que se depositan sobre un crepe, añadiendo posteriormente tiras de verduras como por ejemplo cebolla china y pepino. El crepe se dobla con la mano y entonces se consume. En ningún caso se utilizan para esto los huesos, que son empleados en la elaboración de una sopa, que se sirve también, separadamente, y preferentemente con trozos de tofu y verduras, un poco más tarde de servir la carne.